# Pölöskefő
Pölöskefő község Zala vármegyében, a Nagykanizsai járásban, a Zalai-dombságban, az Egerszeg–Letenyei-dombság területén.

## Fekvése
A 74-es főúttól mintegy 2 kilométerre keletre található, Nagykanizsától 21 kilométerre északra terül el. Területe sík, helyenként dombos. A község keleti határszélén a Principális-csatorna húzódik végig.
Belterületén kelet-nyugati irányban a Gelse-Zalaszentbalázs közti 7529-es út halad végig, amelybe déli irányból itt torkollik bele a Magyarszerdahely-Kacorlak felől érkező 7531-es út. Vasútvonal nem érinti a települést, a legközelebbi vasútállomás 3 kilométerre Gelsén van, a Szombathely–Nagykanizsa-vasútvonalon (Gelse vasútállomás).

## Története
Első írásos említése 1354-ben történt, Pyliskefew néven. Nevét a Piliske/Pölöske (ma Szévíz) patak után kapta; melynek forrásánál épült. A falu területe a zalai apátság birtoka volt, melyet az Ördög család használt. Az 1400-as években vár is épült a településen, ezt a 16. század elején a Kaczor család vette zálogbirtokba az apátságtól. A törökök többször is elpusztították a falut (1564., 1572.), a tulajdonosai pedig többször el is zálogosították. A török hódoltság korában nem néptelenedett el a falu, 17 házat írtak össze a 17. század elején. 1687-ben Kanizsa elfoglalására gyülekező zsoldos hadak újból felégették a falut, a lakosság a közeli mocsarakba menekült, ahonnan később visszatértek és újjáépítették a települést. 1848-ban már 668-an lakosú volt.
Pölöskefő két önálló községből egyesült. A másik község Dusnok (Duzsnak, Duzsnok, Dusnak). A „dusnok” név szláv eredetű. A kereszténység elterjedésével egyre gyakoribbá vált, hogy a magánbirtokosok és az egyházak felszabadították szolgáikat azzal a kötelezettséggel, hogy a felszabadító lelki üdvéért évenkénti gyászmisékre adományokat adjanak, vagy különféle munkálatokat végezzenek. Azokat, akik e szolgálatot vállalták, dusnokoknak vagy torlóknak nevezték (a szláv dusa – lélek – szóból). Dusnok nevével egy 1290-ben írt oklevélben találkozunk, amely idevaló harangozókról és torlókról beszél. Az 1300-as években Dusnok a zalavári apátságnak adózott. Az 1337-es következő oklevél kápolnáról tesz említést. A község a török hódoltság idején elpusztult. Az 1760-as évektől költöztek bele új lakók és a lélekszám folyamatosan gyarapodott. 1830. december 13-án már temetőt is szenteltek fel. 1876-ban a pölöskefői templom építéséhez Dusnok is nagymértékben hozzájárult.
A helységnévtárak tanúsága szerint a két község egyesülése 1877 és 1882 között történt meg. Az 1898 és 1912 között kötelező helységnévrendezés következtében 1908-ban lett az egyesült község új, végleges neve Pölöskefő, ez előtt a „Pölöskefő-Duzsnak” nevet használták. Az Országos Községi Törzskönyvbizottság a „Zaladusnok” nevet javasolta, a község a „Pölöskefő-Dusnok” változatot részesítette előnyben. A végső szót a vármegye mondta ki. A döntés úgy szólt, hogy mivel az egykor különálló két község közül Pölöskefő a népesebb, így a község nevében is ennek kell megjelennie.

### Napjainkban
Elöregedő település. A falu lakossága csökken. A munkanélküliek aránya magas, jellemző az elvándorlás. Helyi munkalehetőség nincs. Kevés a helyi iparos, vállalkozó, a lakosok a közeli Nagykanizsára vagy Zalaegerszegre járnak be dolgozni.
A 2007-es adatok szerint a községnek 493 lakosa van.

## Közélete

### Polgármesterei
- 1990–1994: Kánnár Antal (független)[3]
- 1994–1998: Kánnár Antal (független)[4]
- 1998–2002: Kánnár Antal (független)[5]
- 2002–2006: Kánnár Antal (független)[6]
- 2006–2010: Dominkó Ottó László (független)[7]
- 2010–2014: Dominkó Ottó László (független)[8]
- 2014–2015: Orbán Károly (független)[9]
- 2016–2019: Tóth Jenő (független)[10]
- 2019–2024: Szollár Norbert (független)[11]
- 2024– : Markotán Mária (független)[1]

A településen 2016. április 10-én időközi polgármester-választást tartottak, az előző polgármester lemondása miatt.

## Népesség
A település népességének változása:
| Lakosok száma | 390  | 373  | 358  | 353  | 374  | 375  | 386  |
|               | 2013 | 2014 | 2015 | 2021 | 2022 | 2023 | 2024 |

A 2011-es népszámlálás idején a nemzetiségi megoszlás a következő volt: magyar 97,2%, cigány 1,8%. A lakosok 86,1%-a római katolikusnak, 0,8% reformátusnak, 8,1% felekezeten kívülinek vallotta magát (4,2% nem nyilatkozott).
2022-ben a lakosság 96,5%-a vallotta magát magyarnak, 1,3% németnek, 1,1% cigánynak, 0,3% szlováknak, 0,3% egyéb, nem hazai nemzetiségűnek (3,5% nem nyilatkozott; a kettős identitások miatt a végösszeg nagyobb lehet 100%-nál). Vallásuk szerint 51,6% volt római katolikus, 1,3% református, 0,3% evangélikus, 1,1% egyéb keresztény, 0,5% egyéb katolikus, 7,5% felekezeten kívüli (37,2% nem válaszolt).

## Nevezetességei
- Dr. Mező Ferenc olimpiai bajnok szülőháza.
- A pálfiszegi Pálffy család kúriája. Pálfiszegi Pálffy László (1872–1946) pacsai főszolgabíró úr és vései Véssey Ilona (1882–1958) egykori otthona, jelenleg faluház.[15]
- A déli falurészben, Dusnokon, a Csertán-kúria.
- Temetői kápolna Dusnokon.
- Az 1754-ben felépült, majd 1875-ben átépített Mária Magdolna tiszteletére emelt római katolikus templom.
- I. és II. világháborús emlékmű a templomkertben.

## Híres szülöttek
Mező Ferenc, született: Grünfeld Ferenc (1885–1961) magyar sporttörténész, tanár, olimpiai bajnok.

## Külső hivatkozások
- Pölöskefő az utazom.com honlapján
- Pölöskefő